# شرکت کشت و صنعت نیشکر هفت‌تپه
شرکت کشت و صنعت نیشکر هفت‌تپه، در محدوده باستانی هفت‌تپه و بر روی آثار به جامانده از تمدن عیلام بنا شده‌است. این شرکت در نزدیکی شهر تاریخی شوش و در ۴۵ کیلومتری جاده اندیمشک-اهواز در استان خوزستان قراردارد. در تاریخ ۱۴۰۰/۵/۳۰ با حکم دادگاه شعبه ۲۱ حقوقی شرکت کشت و صنعت نیشکر هفت تپه خلع ید و مالکیت این شرکت به دولت واگذار شد ولی تا کنون نقل و انتقال سهام به‌طور قانونی و رسمی صورت نگرفته و طبق اگهی ثبتی در روزنامه رسمی کشور همچنان مالکان و اعضای هیئت مدیره بخش خصوصی قبلی آقایان امید اسدبیگی مدیر عامل و مهرداد رستمی چگنی رییس هیئت مدیره میباشد.

## سابقه
- سابقه کشت و بهره‌برداری از نیشکر در این منطقه به گذشته‌ای دور بازمی‌گردد. اما به‌طور رسمی کار خودرا از سال ۱۳۴۵آغاز نمود و در سال ۱۳۵۴ به‌طور رسمی با نام شرکت، دارای اختیار انجام عملیات کشاورزی برای تولید نیشکر و ایجاد صنایع و فراورده‌های وابسته ثبت گردید.[۴][۵]
- در سال ۱۳۹۱ پروژه بازسازی و نوسازی تجهیزات مکانیکی با هدف افزایش تولید شکر، بر عهده شرکت نوسازی صنایع ایران قرار گرفت.[۶]

## صنایع جانبی
در کنار تولید شکر از ساقهٔ نیشکر، کارخانه‌های کاغذ پارس (تولید کاغذ با استفاده از تفالهٔ نیشکر موسوم به «باگاس، Bagasse»)، شرکت حریر خوزستان (تولید کاغذ بهداشتی یا تیشو)، شرکت‌های خوراک دام و طیور، ملاس و … در این منطقه مشغول به فعالیت می‌باشند.

## اعتراضات

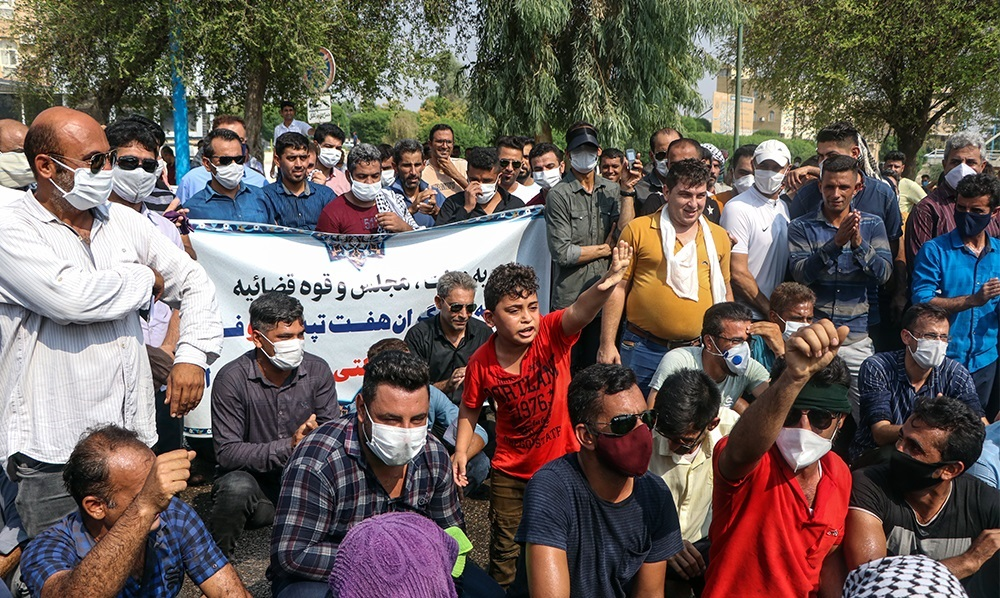
اعتراض کارگران هفت تپه در ۴۹مین روز اعتصابشان در سال ۱۳۹۹

- در سال ۱۳۹۷، کارگران نیشکر هفت‌تپه برای بیش از چهارده روز دست به اعتصاب و اعتراض زدند. اسماعیل بخشی نماینده کارگران شرکت نیشکر هفت‌تپه و دو نفر دیگر روز یکشنبه ۲۷ آبان ۱۳۹۷ دستگیر شده‌اند. کارگران طی یک راهپیمایی اعتراضی در شهر شوش، خواستار آزادی بازداشت شدگان شدند.[۷]
- در روز دوشنبه ۲۸ آبان ۱۳۹۷ تعداد افراد دستگیر شده به ۲۹ نفر رسیده است. کارگران برای آزادی دستگیرشدگان در مقابل دادگاه شهرستان شوش بست نشستند.[۸]
- روز سه شنبه ۲۹ آبان ۱۳۹۷ به‌دنبال تظاهرات کارگران نیشکر هفت تپه در شهر شوش ۱۵ نفر از دستگیرشدگان آزاد شدند ولی ۴ نفر آن‌ها کماکان در زندان هستند.[۹]
- روز یکشنبه ۴ آذر ۱۳۹۷ کارگران نیشکر هفت تپه در بیست و یکمین روز اعتصاب‌شان با شعار «کارگر زندانی آزاد باید گردد» در خیابان‌های شوش دست به تظاهرات زدند. آن‌ها خواهان سلب مالکیت بخش خصوصی از این شرکت و همچنین آزادی اسماعیل بخشی شدند.[۱۰]
- روز دوشنبه ۵ آذر ۱۳۹۷ کارگران نیشکر هفته تپه به اعتصاب و اعتراضات خود ادامه داده و خواستار آزادی اسماعیل بخشی و سپیده قلیان شدند.[۱۱]
- روز پنجشنبه ۸ آذر ۱۳۹۷ در بیست و پنجمین روز اعتصاب، مأموران امنیتی، علی نجاتی، از اعضای سندیکای کارگران شرکت نیشکر هفت تپه در منزل مسکونی اش بدون حکم بازداشت دستگیر شد.[۱۲] اسماعیل بخشی از نمایندگان کارگران شرکت، همچنان در بازداشت است و اخباری مبنی بر ضرب و شتم او در زندان وجود دارد.[۱۳]
- روز شنبه ۱۰ آذر ۱۳۹۷ کارگران هفت تپه و فولاد اهواز در سطح شهرهای شوش و اهواز در اعتراض به برآورده نشدن مطالبات‌شان دست به تظاهرات زدند، آن‌ها همچنین خواستار آزادی کارگران زندانی و پرداخت دستمزدهای معوقه‌شان شدند کارگران شعار می‌دادند: «هیهات منا الذله»، «زندانی هفت تپه آزاد باید گردد»، «فولاد، هفت‌تپه، اتحاد اتحاد»، «سوریه را رها کن فکری به حال ما کن»، «این همه بی‌عدالتی هرگز ندیده ملتی»، «ما کارگران آهنیم ریشه ظلمو می‌کنیم»، «کارگر هفت تپه آزاد باید گردد»[۱۴][۱۵][۱۶][۱۷][۱۸]
- در پانزدهم مهر ماه سال ۱۳۹۸، تعدادی از کارکنان مجموعه به جهت دیدار با کمیسیون قضایی مجلس، به سوی تهران مراجعه که در راه بازداشت شدند.
- کارگران نیشکر هفت تپه به دلیل پرداخت نشدن سه ماه دستمزد کارگران، تمدید نشدن دفترچه‌های تأمین اجتماعی و درمانی و بلاتکلیفی وضعیت شغلی شان دست به اعتصاب زدند، کارگران همچنین خواستار لغو مالکیت خصوصی شرکت نیشکر هفت تپه هستند.[۱۹] اعتصاب کارگران روز جمعه ۶ تیر ۹۹ وارد دوازدهمین روز خود شد.[۲۰]
- روز سه شنبه ۱۰ تیرماه ۱۳۹۹ کارگران هفت تپه، با تظاهرات در خیابان‌های شهر شوش را با راه‌پیمایی اعتراضی خود و با شعار «کارگر هفت تپه اتحاد اتحاد»، همکاران خود را به همبستگی فرا خواندند. کارگران همچنین شعار می‌دادند «مرگ بر روحانی، یه اختلاس کم بشه مشکل ما حل میشه و …» کارگران درحالی‌که با صدای بلند شعار داده و کف می‌زدند خیابانهای شهر شوش را به تصرف خود درآورده بودند.[۲۱]
- روز پنجشنبه ۸ آبان ۱۳۹۹ چهار تن از فعالان کارگری هفت تپه، به نام‌های یوسف بهمنی، حمید ممبینی، ابراهیم عباسی منجزی و مسعود حیوری توسط نیروهای امنیتی بازداشت شدند. این دستگیری‌ها به دنبال تجمعات اعتراضی کارگران این شرکت طی ماه‌های اخیر بود که اهم مطالبات خود را پرداخت معوقات مزدی، بازگشت به کار همکاران اخراج شده، رسیدگی به وضعیت شغلی، تعیین تکلیف شرکت، ابطال واگذاری شرکت به بخش خصوصی و همچنین تمدید مهلت دفترچه‌های درمانی، عنوان کرده‌اند.[۲۲]

## دست به دست مالکیت هفت تپه
هفت تپه از زمان تاسیس یک پروژه ملی و تحت مالکیت وزارت کشاورزی بود که در ۱۸ آذر ۱۳۴۰ با حضور شخص محمدرضا پهلوی، علی امینی نخست‌وزیر و ارسنجانی وزیر کشاورزی افتتاح شد. اساسنامه‌ شرکت سهامی نیشکر هفت‌تپه وابسته به وزارت کشاورزی. هفت تپه پس از انقلاب به سازمان صنایع ملی ایران واگذار شد و دوباره شرکت به طور کامل تحت کنترل دولت درآمد و اداره‌ آن به وزارت صنعت سپرده شد. سال‌ها بعد هفت تپه به ایدرو (سازمان گسترش و توسعه صنایع ایران) داده شد. کاهش تعرفه واردات شکر باعث ضرر و زیان هنگفت به این شرکت شد. تا اینکه با اجرایی شدن سیاست‌های اصل ۴۴ قانون اساسی، شرکت هفت تپه نیز در فهرست سازمان خصوصی‌سازی قرار گرفت. این شرکت در ۱۳۹۴ خورشیدی به بخش خصوصی  و به ۲ شرکت زئوس و آریاک از استان لرستان در معامله ای با ارزش ۲۹۱ میلیارد تومان و تنها با پرداخت ۶ میلیارد تومان وجه نقد و پرداخت مابقی بدهی در هشت قسط سالیانه واگذار شد. 

از همان ابتدا شک و شبهه‌هایی درخصوص نحوه واگذاری شرکت مطرح بود و مشکلات کارگران هفت تپه نیز از همان زمان آغاز شد به طوریکه حقوق آنها همواره با تاخیر چند ماهه پرداخت می‌شد. تحمل این شرایط برای کارگران هفت تپه دشوار شده بود و منجر به شروع اعتراضات کارگری شد. 
پس از چند سال ادامه‌ اعتراضات، سرانجام کمیسیون اصل نود و تعدادی از نمایندگان مجلس تهران نسبت به وقایع هفت تپه واکنش نشان دادند.  سرانجام در مهر ماه ۱۴۰۰ جلسه‌ای با حضور محمد مخبر و نیز دادستان کل کشور، وزرای امور اقتصاد و دارایی، صنعت، معدن و تجارت، جهاد کشاورزی، تعاون، کار و رفاه اجتماعی، دادگستری، معاون حقوقی رئیس جمهور، استاندار خوزستان و رئیس سازمان خصوصی سازی و مدیران عامل بانک های ذیربط برگزار شد، با توجه به تخصص، ارتباط و اهمیت شرکت توسعه نیشکر و صنایع جانبی، مدیریت شرکت نیشکر هفت تپه از طرف سازمان گسترش و نوسازی صنایع ایران به این شرکت سپرده شد. 
در نهایت شرکت نیشکر هفت تپه زیر مجموعه‌ی شرکت توسعه نیشکر و صنایع جانبی شد و عبدعلی ناصری مدیر عامل شرکت توسعه نیشکر و صنایع جانبی اولین مدیر عامل شرکت هفت تپه (مهندس محمد فتحی مکوند) را منصوب و اعلام کرد که با پرداخت حقوق معوقه و حق بیمه احتمال بروز اعتراضات کارگری در نیشکر هفت تپه وجود ندارد. 